# Attrap'Souris
Attrap'Souris est un jeu de société américain commercialisé en Europe par MB (appartenant au groupe Hasbro) à partir de 1986 et aux États-Unis par Ideal sous le nom de Mouse Trap (originellement Mouse Trap Game) dès 1963,,,.